# وليد درارجة
وليد درارجة (ولد في 18 سبتمبر 1990 في بودواو، الجزائر) لاعب كرة قدم جزائري يجيد اللعب في مركز الوسط المهاجم وبدرجة أقل الجناح الأيسر والأيمن. يلعب حاليا لصالح الرفاع البحريني منذ 2022.

## المسيرة الرياضية

### الأندية
في 1 يوليو 2008 تم تصعيد درارجة إلى الفريق الأول في نصر حسين داي الجزائري. في موسمه الأول 2008-2009 وفي بطولة دوري الدرجة الممتازة احتل فريقه المركز الثالث عشر بفارق 6 نقاط عن منطقة الهبوط. وفي بطولة كأس الجزائر خرج فريقه من الدور32.
في موسمه الثاني 2009-2010 وفي بطولة دوري الدرجة الممتازة احتل فريقه المركز الثامن عشر الأخير بفارق 22 نقطة عن منطقة الأمان وبالتالي هبط إلى الدرجة الثانية. وفي بطولة كأس الجزائر ساهم في وصول فريقه إلى الدور الثمن النهائي.
في موسمه الثالث 2010-2011 وفي بطولة دوري الدرجة الثانية احتل فريقه المركز الثاني بفارق 4 نقاط عن البطل شباب قسطنطينة وبالتالي صعد إلى الدرجة الممتازة. وفي بطولة كأس الجزائر ساهم في وصول فريقه إلى الدور الثمن النهائي.
في موسمه الرابع والأخير 2011-2012 وفي بطولة دوري الدرجة الممتازة احتل فريقه المركز الخامس عشر قبل الأخير بفارق 9 نقاط عن منطقة الأمان وبالتالي هبط إلى الدرجة الثانية. وفي بطولة كأس الجزائر خرج فريقه من الدور32.
في 1 يوليو 2012 انتقل درارجة من نصر حسين داي إلى مولودية العلمة الجزائري في صفقة انتقال حر. في موسمه الأول 2012-2013 وفي بطولة دوري الدرجة الممتازة احتل فريقه المركز الثامن. وفي بطولة كأس الجزائر ساهم في وصول فريقه إلى الدور32.
في موسمه الثاني 2013-2014 وفي بطولة دوري الدرجة الممتازة احتل فريقه المركز الرابع بفارق 5 نقاط عن صاحب المركز الثالث المؤهل إلى البطولات القارية. وفي بطولة كأس الجزائر خرج فريقه من الدور32.
في موسمه الثالث والأخير 2014-2015 وفي بطولة دوري الدرجة الممتازة احتل فريقه المركز الرابع عشر بفارق نقطة واحدة عن منطقة الأمان وبالتالي هبط إلى الدرجة الثانية. وفي بطولة كأس الجزائر ساهم في وصول فريقه إلى الدور الثمن النهائي.
في 28 يوليو 2015 انتقل درارجة من مولودية العلمة إلى مولودية الجزائر الجزائري مقابل 250 ألف يورو. في موسمه الأول 2015-2016 وفي بطولة دوري الدرجة الممتازة احتل فريقه المركز الثاني عشر بفارق نقطتين عن منطقة الهبوط. وفي بطولة كأس الجزائر ساهم في وصول فريقه إلى الدور النصف النهائي. وفي بطولة كأس الكونفيدرالية الأفريقية ساهم في وصول فريقه إلى الدور الربع النهائي.
في موسمه الثاني 2016-2017 وفي بطولة دوري الدرجة الممتازة احتل فريقه المركز الثالث بفارق 7 نقاط عن البطل وفاق سطيف. وفي بطولة كأس الجزائر ساهم في تتويج فريقه بالبطولة بعدما تغلب في المباراة النهائية على نصر حسين داي 1-0 ليحقق درارجة أولى بطولاته الشخصية. وفي بطولة كأس السوبر الجزائري خسر فريقه من اتحاد الجزائر 0-2.
في موسمه الثالث 2017-2018 وفي بطولة دوري الدرجة الممتازة احتل فريقه المركز الخامس بفارق 13 نقطة عن البطل شباب قسطنطينة. وفي بطولة كأس الجزائر ساهم في وصول فريقه إلى الدور النصف النهائي. وفي بطولة دوري أبطال أفريقيا ساهم في وصول فريقه إلى دور المجموعات وبعدها فشل في التأهل إلى الدور الربع النهائي.
في موسمه الرابع 2018-2019 وفي بطولة دوري الدرجة الممتازة احتل فريقه المركز السادس بفارق 6 نقاط عن البطل اتحاد الجزائر. وفي بطولة كأس الجزائر ساهم في وصول فريقه إلى الدور الثمن النهائي. وفي بطولة كأس زايد للأندية الأبطال ساهم في وصول فريقه إلى الدور الربع النهائي.
في موسمه الخامس والأخير 2019-2020 وفي بطولة دوري الدرجة الممتازة وفي 15 مارس 2020 قررت رابطة كرة القدم المحترفة إيقاف الموسم بسبب جائحة كورونا في الجزائر. في 29 يوليو 2020 أعلنت الرابطة أن الموسم قد انتهى وأن شباب بلوزداد سيكون البطل ومولودية الجزائر الوصيف (تأهل إلى دوري أبطال أفريقيا) وصعود أربعة فرق من الدرجة الثانية وإلغاء الهبوط للموسم الحالي. وفي بطولة كأس الجزائر ساهم في وصول فريقه إلى الدور الثمن النهائي. وفي بطولة كأس محمد السادس للأندية الأبطال ساهم في وصول فريقه إلى الدور الربع النهائي.
في 5 سبتمبر 2020 انتقل درارجة من مولودية الجزائر إلى مولودية وهران الجزائري في صفقة انتقال حر. في موسمه الوحيد 2020-2021 وفي بطولة دوري الدرجة الممتازة احتل فريقه المركز السادس بفارق 19 نقطة عن البطل شباب بلوزداد. وفي بطولة كأس الرابطة الجزائرية ساهم في وصول فريقه إلى الدور الربع النهائي. في 1 أكتوبر 2021 تم فسخ العقد بين الطرفين.
في 1 سبتمبر 2022 انضم درارجة إلى الرفاع البحريني.

### المنتخبات
شارك درارجة مع منتخب الجزائر تحت 23 سنة في 4 مباريات دولية.

## الإنجازات
- مولودية الجزائر
  - كأس الجزائر (1): 2015-2016

## روابط خارجية
- وليد درارجة على موقع قاعدة بيانات كرة القدم.إي يو (الإنجليزية)
- وليد درارجة على موقع Soccerway.com (الإنجليزية)